# Milot Rashica
Milot Rashica, né le 28 juin 1996 à Vushtrri (Kosovo), est un footballeur international kosovar de nationalité kosovaro-albanaise. Il évolue au poste d'ailier au Beşiktaş JK depuis 2023. 
Il est international albanais en équipes jeunes et durant deux matchs avec la sélection A en 2016 puis choisit de représenter l'équipe du Kosovo à partir de la même année.

## Biographie

### Carrière en club

#### Débuts professionnels au Kosovo
Né à Vushtrri, au Kosovo, Rashica fait ses débuts professionnels avec le KF Kosova Vushttri, alors qu'il n'a que 16 ans. Il y remporte la Superleague du Kosovo durant la saison 2013-2014.

#### Vitesse Arnhem
Le 10 février 2015, Rashica signe un contrat de trois ans avec le Vitesse Arnhem pour un montant total de 300 000 €.
Milot Rashica joue son premier match avec le maillot du Vitesse Arnhem, le 30 juillet 2015. Il rentre lors d'un match amical contre Southampton. Il fait ses débuts en Eredivisie le 9 août 2015 contre Willem II, et effectue une passe décisive pour Denys Oliynyk.
Rashica marque son premier but sous le maillot du Vitesse Arnhem le 20 septembre 2015 contre De Graafschap. Il marque son premier doublé le 18 décembre face au FC Twente.

#### Werder Brême
Le 31 janvier 2018, Rashica signe chez Werder Brême en provenance du Vitesse Arnhem pour un montant avoisinant les 7 000 000 €. Il y signe un contrat jusqu’au 30 juin 2022.

#### Norwich City FC
Le 22 juillet 2021, alors que son club n'a pas pu se maintenir en Bundesliga, Rashica signe un contrat pour quatre saisons avec Norwich FC qui vient d'être promu en Premier League.

### Carrière internationale

#### Albanie
Rashica fait ses débuts avec l'équipe d'Albanie le 29 mars 2016, il remplace Ledian Memushaj lors d'un match face au Luxembourg. L'Albanie l'emporte 2-0.

#### Kosovo
Le 15 août 2016, il décide de rejoindre la selection du Kosovo à la suite de l'admission du Kosovo à l'UEFA et à la FIFA.

## Statistiques
| Saison                | Club                  | Championnat           | Championnat | Championnat | Championnat | Coupe nationale | Coupe nationale | Coupe nationale | Coupe de la Ligue | Coupe de la Ligue | Coupe de la Ligue | Supercoupe | Supercoupe | Supercoupe | Compétition(s) continentale(s) | Compétition(s) continentale(s) | Compétition(s) continentale(s) | Compétition(s) continentale(s) | Total | Total | Total |
| Saison                | Club                  | Division              | M.          | B.          | P.d.        | M.              | B.              | P.d.            | M.                | B.                | P.d.              | M.         | B.         | P.d.       | Comp.                          | M.                             | B.                             | P.d.                           | M.    | B.    | P.d.  |
| 2013-2014             | KF Vushtrria          | Super League          | 5           | 2           | -           | -               | -               | -               | -                 | -                 | -                 | -          | -          | -          | -                              | -                              | -                              | -                              | 5     | 2     | 0     |
| 2014-2015             | KF Vushtrria          | Super League          | 16          | 7           | -           | -               | -               | -               | -                 | -                 | -                 | -          | -          | -          | -                              | -                              | -                              | -                              | 16    | 7     | 0     |
| Sous-total            | Sous-total            | Sous-total            | 21          | 9           | -           | -               | -               | -               | -                 | -                 | -                 | -          | -          | -          | -                              | -                              | -                              | -                              | 21    | 9     | 0     |
| 2015-2016             | Vitesse Arnhem        | Eredivisie            | 31          | 8           | 3           | 1               | 0               | 0               | -                 | -                 | -                 | -          | -          | -          | C3                             | 2                              | 0                              | 0                              | 34    | 8     | 3     |
| 2016-2017             | Vitesse Arnhem        | Eredivisie            | 33          | 2           | 10          | 6               | 2               | 2               | -                 | -                 | -                 | -          | -          | -          | -                              | -                              | -                              | -                              | 39    | 4     | 12    |
| 2017-2018             | Vitesse Arnhem        | Eredivisie            | 19          | 3           | 3           | 1               | 0               | 0               | -                 | -                 | -                 | 1          | 0          | 0          | C3                             | 6                              | 0                              | 2                              | 27    | 3     | 5     |
| Sous-total            | Sous-total            | Sous-total            | 83          | 13          | 16          | 8               | 2               | 2               | -                 | -                 | -                 | 1          | 0          | 0          | -                              | 8                              | 0                              | 2                              | 100   | 15    | 20    |
| 2017-2018             | Werder Brême          | Bundesliga            | 9           | 1           | 0           | 1               | 0               | 0               | -                 | -                 | -                 | -          | -          | -          | -                              | -                              | -                              | -                              | 10    | 1     | 0     |
| 2018-2019             | Werder Brême          | Bundesliga            | 26          | 9           | 5           | 4               | 3               | 1               | -                 | -                 | -                 | -          | -          | -          | -                              | -                              | -                              | -                              | 30    | 12    | 6     |
| 2019-2020             | Werder Brême          | Bundesliga            | 28+2        | 8+0         | 5           | 4               | 3               | 0               | -                 | -                 | -                 | -          | -          | -          | -                              | -                              | -                              | -                              | 34    | 11    | 5     |
| 2020-2021             | Werder Brême          | Bundesliga            | 24          | 3           | 1           | 2               | 0               | -               | -                 | -                 | -                 | -          | -          | -          | -                              | -                              | -                              | -                              | 26    | 3     | 1     |
| Sous-total            | Sous-total            | Sous-total            | 89          | 21          | 11          | 11              | 6               | 1               | -                 | -                 | -                 | -          | -          | -          | -                              | -                              | -                              | -                              | 100   | 27    | 12    |
| 2021-2022             | Norwich City          | Premier League        | 31          | 1           | 1           | 3               | 1               | 0               | 1                 | 0                 | 0                 | -          | -          | -          | -                              | -                              | -                              | -                              | 35    | 2     | 1     |
| 2022-2023             | Norwich City          | Championship          | 4           | 0           | 1           | -               | -               | -               | 1                 | 0                 | 0                 | -          | -          | -          | -                              | -                              | -                              | -                              | 5     | 0     | 1     |
| Sous-total            | Sous-total            | Sous-total            | 35          | 1           | 2           | 3               | 1               | 0               | 2                 | 0                 | 0                 | 0          | 0          | 0          | -                              | 0                              | 0                              | 0                              | 40    | 2     | 2     |
| 2022-2023             | Galatasaray SK (prêt) | Süper Lig             | 26          | 4           | 7           | 4               | 2               | 0               | -                 | -                 | -                 | -          | -          | -          | -                              | -                              | -                              | -                              | 30    | 6     | 7     |
| Sous-total            | Sous-total            | Sous-total            | 26          | 4           | 7           | 4               | 2               | 0               | 0                 | 0                 | 0                 | 0          | 0          | 0          | -                              | 0                              | 0                              | 0                              | 30    | 6     | 7     |
| 2023-2024             | Beşiktaş JK           | Süper Lig             | 18          | 4           | 2           | 2               | 0               | 1               | -                 | -                 | -                 | -          | -          | -          | C4                             | 6                              | 0                              | 1                              | 26    | 4     | 4     |
| Sous-total            | Sous-total            | Sous-total            | 18          | 4           | 2           | 2               | 0               | 1               | 0                 | 0                 | 0                 | 0          | 0          | 0          | -                              | 6                              | 0                              | 1                              | 26    | 4     | 4     |
| Total sur la carrière | Total sur la carrière | Total sur la carrière | 263         | 50          | 34          | 27              | 11              | 4               | 2                 | 0                 | 0                 | 1          | 0          | 0          | -                              | 14                             | 0                              | 3                              | 307   | 61    | 41    |

## Palmarès
- Vainqueur de la Superleague du Kosovo 2013-2014 avec le KF Kosova Vushtrri
- Vainqueur de la Coupe des Pays-Bas en 2017 avec le Vitesse Arnhem
- Vainqueur de la Süperlig en 2023 avec Galatasaray
- Vainqueur de la coupe de Turquie en 2024 avec Beşiktaş
- Vainqueur de la super coupe de Turquie en 2024 avec Beşiktaş